# Hermann Zander
Hermann Zander (* 10. November 1912 in Bochum; † 24. Februar 1973) war ein deutscher Steuermann im Rudern.

## Biografie
Hermann Zander gewann beim Deutschen Meisterschaftsrudern 1950 Gold mit dem Achter des Berliner Ruder-Clubs und Silber im Zweier mit Steuermann. 1952 gewann er zusammen mit den drei Brüdern Anton, Michael und Stefan Reinartz sowie Hans Betz, Peter Betz, Roland Freihoff, Heinz Zünkler und Anton Siebenhaar im Achter des Kölner Rudervereins von 1877 seinen zweiten Meistertitel. Durch den Sieg durfte die Crew Deutschland bei den Olympischen Sommerspielen 1952 in Helsinki vertreten. In der olympischen Regatta wurde das Boot Fünfter.